# NGC 285
NGC 285 (ook wel PGC 3141 of NPM1G -13.0037) is een elliptisch sterrenstelsel in het sterrenbeeld walvis.
NGC 285 werd in 1886 ontdekt door de Amerikaanse astronoom Francis Preserved Leavenworth.